# Christian Nyby
Christian Nyby est un monteur et réalisateur américain, né le 1er septembre 1913 à Los Angeles (Californie) et mort le 17 septembre 1993 à Temecula (Californie).

## Biographie
Il débute comme monteur en 1943 et travaille à ce titre sur dix-sept films américains jusqu'en 1952, dont plusieurs (incluant le dernier) sont réalisés par Howard Hawks ; celui-ci produira le premier film de Nyby comme réalisateur en 1951, La Chose d'un autre monde (Hawks est souvent considéré comme metteur en scène, sans être crédité, de ce classique de la science-fiction). 
Même s'il réalise quelques autres films jusqu'en 1967, Nyby dirige surtout, pour la télévision, de nombreux épisodes de séries télévisées, entre 1953 et 1975 (Perry Mason, Kojak, Bonanza, etc). Il sera aussi producteur associé d'un film en 1953, Le Voyage de la peur (The Hitch-Hiker) d'Ida Lupino.

## Filmographie partielle

### Comme monteur
- 1943 : Destination Tokyo (titre original) de Delmer Daves
- 1944 : Le Port de l'angoisse (To have and have not) de Howard Hawks
- 1944 : Hollywood Canteen de Delmer Daves
- 1946 : Janie Gets Married de Vincent Sherman
- 1946 : Le Grand Sommeil (The Big Sleep) de Howard Hawks
- 1946 : Shadow of a Woman de Joseph Santley
- 1946 : Cape et poignard (Cloak and Dagger) de Fritz Lang
- 1947 : La Vallée de la peur (Pursued) de Raoul Walsh
- 1948 : La Rivière rouge (Red River) de Howard Hawks
- 1950 : Tarzan et la Belle Esclave (Tarzan and the Slave Girl) de Lee Sholem
- 1952 : La Captive aux yeux clairs (The Big Sky) de Howard Hawks

### Comme réalisateur

#### au cinéma
(filmographie complète)
- 1951 : La Chose d'un autre monde (The Thing from Another World)
- 1957 : Hell on Devil's Island
- 1962 : Elfego Baca: Six Gun Law
- 1965 : Furie sur le Nouveau-Mexique (Young Fury)
- 1965 : Operation C.I.A. (en)
- 1967 : Chef de patrouille (First to Fight)

#### à la télévision (séries)
- 1956-1964 : Gunsmoke
- 1959-1967 : Bonanza, 26 épisodes
- 1961-1962 : Perry Mason, première série, 13 épisodes
- 1962 : La Quatrième Dimension (The Twilight Zone), Saison 3, épisode 21 Règlements de compte pour Rance McGrew (Showdown with Rance McGrew) et épisode 36 L'Ange gardien (Cavender is coming)
- 1962-1964 : Rawhide, 14 épisodes
- 1963-1966 : Le Fugitif (The Fugitive), 2 épisodes
- 1965-1967 : Sur la piste du crime (The F.B.I.), 15 épisodes
- 1970 : Daniel Boone, un épisode
- 1972 : Les Rues de San Francisco (The Streets of San Francisco), Saison 1, épisode 13 Le vin est tiré (Bitter Wine)
- 1974-1975 : Kojak, première série, épisodes A Killing in the Second House (1974) et Elegy in an Asphalt Graveyard (1975)
- 1974-1975 : L'Homme qui valait trois milliards (The Six Million Dollar Man), Saison 2, épisode 10 Étranger à Brokenfork (Stranger in Broken Fork, 1974) et épisode 12 Course à obstacles (The Cross-Country Kidnap, 1975)
- 1980 : Galactica